# ديماج
Demag Cranes AG هي شركة ألمانية لتصنيع المعدات الثقيلة تسيطر عليها الآن شركة Konecranes في ‏ فنلندا. صنفت ديماج قفي عام 1906 كأكبر شركة بناء رافعة في ألمانيا توظف 250-300 شخص. كانت الشركة شركة مصنعة للرافعات الصناعية التي تضمنت أنواعًا مثل الرافعات الجسرية والرافعة (الجهاز) والرافعات العلوية ورافعة جسرية على سبيل المثال لا الحصر.  :429–430 في عام 1973، تولت مجموعة مانيسمان ملكية ديماج. منذ ذلك الوقت استمرت الشركة في النمو والتغيير. انتقلت أجزاء من الشركة تحت هيكلة الأعمال الأساسية من ملكيتها للتركيز على المفهوم الرئيسي للشركة.

## التأسيس
تم تأسيس شركة ديماج أخيرًا عام 1910 في دويسبورغ من خلال اتحاد Märkische Maschinenbau-Anstalt L. Stuckenholz AG و Duisburg Mechanical Engineering AG وBenrath Machine Works GmbH.
تعود شركة Märkische Maschinenbau-Anstalt L. Stuckenholz AG إلى مصنع الماكينات Mechanische Werkstätten Harkort & Co، الذي تأسس عام 1819 في Wetter an der Ruhr، الذي بدأ بالفعل في تصنيع الرافعات في عام 1840.
في عام 1908، صمموا ما كان آنذاك أكبر رافعة عائمة في العالم، تم بناؤه لـ هارلاند وولف في بلفاست، والتي سيتم استخدامها لبناء بطانات الركاب آر إم إس أوليمبيك وآر إم إس تيتانيك. 
اعتبارًا من عام 1925، قامت ديماج أيضًا بتصنيع الحفارات. توسعت لتصنيع القاطرات وسيارات السكك الحديدية . خلال الحرب العالمية الثانية، تم بناء المركبات القتالية المدرعة (ولا سيما دبابة بانثر) في مصنع برلين ستاكين.
أثناء تراكم وأثناء الحرب العالمية الثانية، تم تصميم المركبات العسكرية نصف المقطوعة التي صممها ديماج، سواء في نماذج "جرار مدفعية" غير مدرعة في أواخر الثلاثينيات من القرن الماضي، وهو أساس مجموعة نقل الحركة الخاصة بهم من المدرعات المدرعة. 250، التي لعبت نفسها دورًا مهمًا خلال الحرب، مع ما يزيد قليلاً عن 6,600 التي بنتها ديماج ومقاولوهم من الباطن.